# David Bernard Thompson
David Bernard Thompson  (* 29. Mai 1923 in Philadelphia; † 24. November 2013) war Bischof von Charleston. 

## Leben
David Bernard Thompson empfing am 27. Mai 1950 die Priesterweihe für das Erzbistum Philadelphia.
Papst Johannes Paul II. ernannte ihn am 22. April 1989 zum Koadjutorbischof von Charleston. Der Apostolische Pro-Nuntius in den Vereinigten Staaten von Amerika Pio Laghi weihte ihn am 24. Mai desselben Jahres zum Bischof; Mitkonsekratoren waren Norbert Felix Gaughan, Bischof von Gary, und Eugene Antonio Marino SSJ, Erzbischof von Atlanta. 
Am 22. Februar 1990 folgte er Ernest Leo Unterkoefler als Bischof von Charleston nach. Am 12. Juli 1999 nahm Papst Johannes Paul II. seinen altersbedingten Rücktritt an.